# Mario Sarto
Mario Sarto (Codigoro, 13 ottobre 1885 – Bologna, 13 settembre 1955) è stato uno scultore italiano, importante per la sua opera statuaria di rimembranza, di stile tra Liberty e Novecento, e noto soprattutto per l’arte sacra che figura numerosa nelle Certose dell'Emilia-Romagna, in particolare di Bologna e di Ferrara.

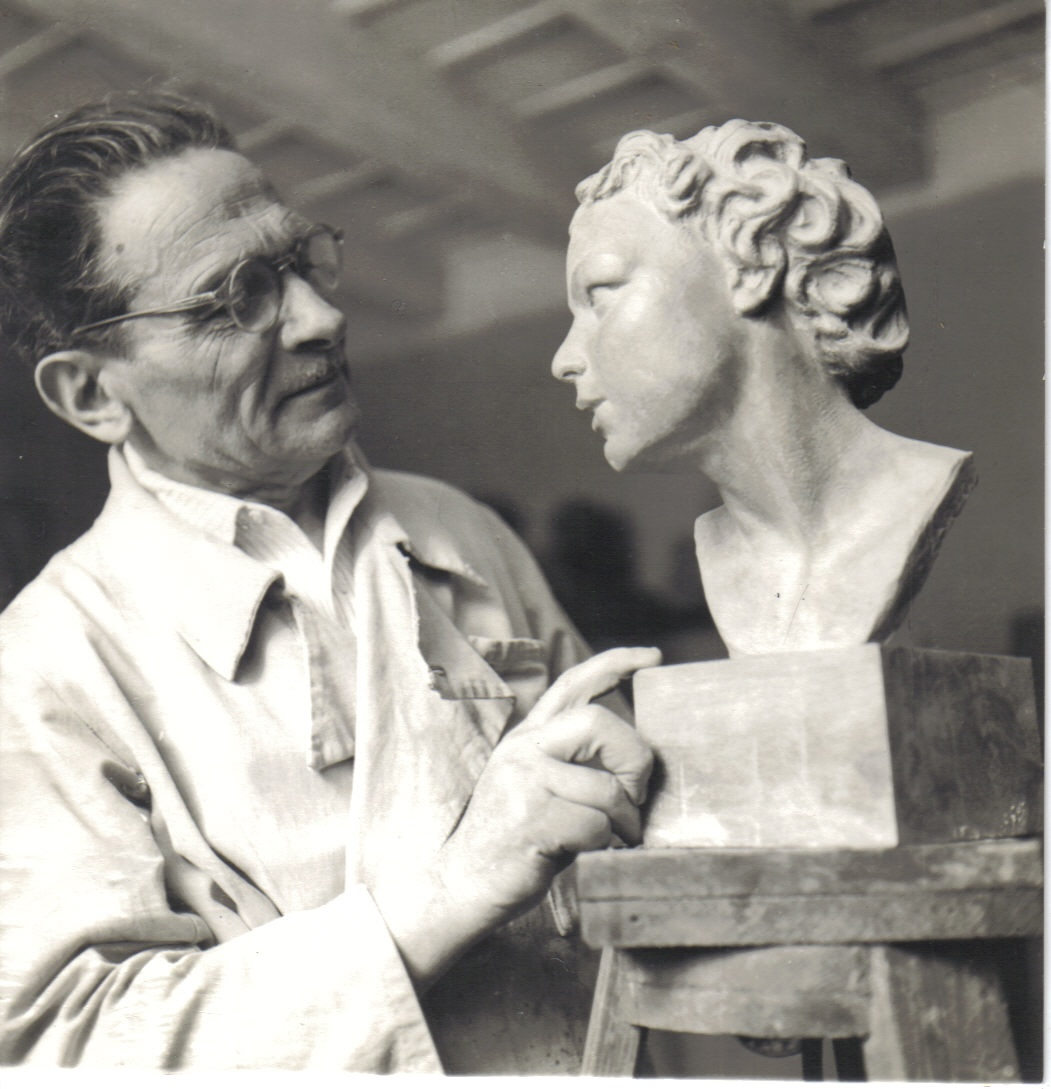
Lo scultore Mario Sarto nel suo studio bolognese, con busto d'angelo (1953).

Pronipote di Giuseppe Melchiorre Sarto, Papa Pio X, frequentò l'Accademia di Belle Arti di Brera, per poi aprire il proprio studio di scultura a Bologna, ove operò per il resto della sua vita, con il supporto e la collaborazione di marmisti locali.
Sue sculture appaiono in varie piazze cittadine emiliane, ove spiccano memoriali con figure di eroi militari o statue di patroni.

## Vita e Opere
Nato a Codigoro (Ferrara) il 13 ottobre 1885 in una casa di via Roma da Luigi, impiegato di origini venete e parente di Papa Pio X e dalla codigorese Irene Gallottini, imparentata con Francesco Telloli, fotografo e scultore dilettante.
Ottenuto il trasferimento a Ferrara, come impiegato delle Poste e Telegrafi, nel 1891 Luigi Sarto si stabilì nel capoluogo con tutta la famiglia. Il figlio Mario rivelò fin da bambino predisposizione per l'arte e dopo le elementari venne iscritto alla scuola civica “Dosso Dossi” di Ferrara, che risulta frequentare già nel 1898.
Suo principale insegnante fu lo scultore Luigi Legnani (docente di Plastica), ma ricevette lezioni anche da Ernesto Maldarelli, ebanista ed insegnante di disegno, Giuseppe Ravegnani (decoratore-scenografo-prospettico) e dai pittori Angelo Longanesi-Cattani e Angelo Diegoli, docenti di Figura.

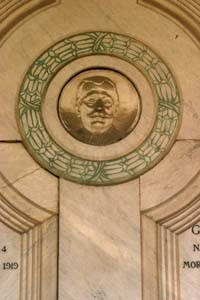
"Medaglione", scultura presso il cimitero monumentale della Certosa di Ferrara (1926)

Potendo contare su uno stipendio di sole "quattro lire e mezzo al giorno", Luigi Sarto richiese contributi fino dal 1902 all'Amministrazione Provinciale per potere mantenere il figlio agli studi, ottenendoli, così come li otterrà dalla Camera di Commercio di Ferrara.
Alla fine dell'anno scolastico 1901-1902, Mario si distinse nel corso di Decorazione, assieme a Teofilo Medici ed Enrico Giberti, venendo premiato anche in quello 1904-1905. Decidendo di perfezionarsi in scultura, a vent'anni Mario Sarto si recò a Milano e il 4 novembre 1905 superò l'esame di ammissione alla prestigiosa Accademia di Brera, iscrivendosi al "Terzo Corso Comune". Si stabilì in una casa di viale di Porta Vigentina e frequentò le aule di plastica rette dal noto scultore Enrico Butti, del quale sembrò ricordarsi quando inserì vivide scene di vita contadina sui sepolcri da lui scolpiti. Ma vivere a Milano costava parecchio denaro (le 100 lire annuali di sussidio concessegli dalla Provincia di Ferrara certamente non potevano bastargli) e Sarto, pur ottenendo la promozione al Corso Speciale braidense si vide costretto a ripiegare sulla più comoda ed economica Accademia di Belle Arti di Bologna, dove si iscrisse a fine 1906, seguendo i corsi dello scultore Enrico Barberi. Li seguì per un paio d'anni, ottenendo nel 1908 il diploma in scultura e nel luglio 1909 il diploma di professore di disegno.
Per mantenersi agli studi aveva iniziato a lavorare, operando come direttore artistico presso il laboratorio di scultura "D. Venturi" di Bologna, particolarmente attivo nel settore funerario. Inoltre, si era fidanzato con Ione Diegoli, figlia del pittore Angelo Diegoli e maestra elementare che sposerà a Ferrara il 1º settembre 1909: il nuovo legame familiare risulterà importante anche per la sua carriera professionale, poiché grazie al matrimonio diventerà cognato dei fratelli Giacomo (architetto) e Giuseppe Diegoli (ingegnere), con i quali si troverà proficuamente a collaborare.
Inizialmente Sarto si dedicherà a Ferrara ad opere di restauro: nel 1909, per incarico dell'associazione Ferrariae Decus, riprodusse in marmo un antico simbolo eucaristico per la facciata del monastero del Corpus Domini. Nel campo della riproduzione figurano numerosi busti marmorei e lastre in bassorilievo, che gli furono spesso commissionate dal Comune di Ferrara per la Certosa della città. Continuò quindi una feconda attività nel cantiere cimiteriale cittadino, che lo vedrà artefice di varie effigi e ritratti marmorei a medaglione. Ma i veri capolavori di Sarto nella Certosa di Ferrara, in stretta collaborazione con i cognati progettisti (soprattutto Giacomo), sono le edicole sorte in un'area specifica del cimitero: gli elementi marmorei, cementizi e in ferro battuto realizzati dallo scultore si integrano perfettamente all'esuberanza decorativa dei prospetti, che sembrano volere aggiornare l'eclettismo dell'età umbertina, caricandoli di un senso scenografico quasi ossessivo, ma con geometrismi di aggiornato stile Déco. Sarto operò anche nella Certosa di Bondeno con monumenti funerari di pregio.
Più moderna caratterizzazione espressiva, in sintonia con gli esempi novecentisti, con stilemi idealmente sospesi tra Francesco Messina ed Ercole Drei, Sarto cominciò a manifestare negli anni successivi nelle opere per la Certosa di Bologna, nei cui pressi aveva aperto un attrezzato laboratorio. Scultore-imprenditore oberato di commissioni, Sarto aveva abilmente aggiornato il proprio linguaggio, superando le opere giovanili liberty e dedicandosi alla creazione statuaria commemorativa spesso esposta in piazze cittadine ed edifici pubblici. In quel periodo di lavoro febbrile, Sarto assume un garzone dodicenne che in quello studio d'arte impara i primi rudimenti del disegno esecutivo e delle tecniche di fusione, subito rivelandosi un valido assistente, nonostante la giovanissima età: è Vittorio Minarelli, destinato a diventare uno dei più importanti progettisti e imprenditori del motorismo mondiale. I monumenti migliori di Sarto sono quelli in cui plasma iperrealistiche figure di fantaccini in bronzo, che reggono bandiere, fucili, baionette con mani callose, hanno fasce di stoffa alle gambe non certo per tentare di proteggersi dal gelo delle trincee carsiche, sono virilmente armoniosi, nonostante i tragici disagi della guerra e il duro lavoro compiuto: ritmi sono plastici, che associano il pieno Realismo con una stilizzazione quasi simbolista. Oltre al Monumento ai Caduti di Sant'Agata Bolognese, inaugurato nel 1925, Mario Sarto realizza un'esemplare epopea bellico-contadina nel Basso Ferrarese, soprattutto eseguendo i Monumenti di Codigoro, Mezzogoro, Lagosanto, Guarda Ferrarese tra il 1922 e il 1924.
Nella tarda attività di Mario Sarto prese comunque il sopravvento l'arte sacra, che egli già aveva coltivato negli anni venti eseguendo la Colonna di San Francesco (alta 12 metri) e il battistero in S. Maria della Pietà, sempre a Bologna. Alcuni busti religiosi (Cristo, S. Giovanni, Un Angelo) furono ceramicati dal noto faentino Pietro Melandri, coetaneo di Sarto. A questa produzione appartiene anche un busto di "santa" in ceramica, donato al Museo Civico d’Arte Moderna di Ferrara, forse collegabile alla Santa Rita eseguita per la chiesa di S. Maria detta dei Preti Poveri di Bologna e della quale le figlie conservavano ancora nel 2008 un bozzetto in terracotta.
Il suo ultimo studio bolognese era collocato in Via Nosadella, mentre Sarto abitava con la moglie e le figlie Giovanna, Ada e Maria Luisa (quest'ultima, anche pittrice) - tre delle sette che aveva avuto - in via San Frediano. Qui lo scultore scomparve, il 13 settembre 1955, lasciando incompiuta la tomba dei Cappuccini bolognesi.

## Note

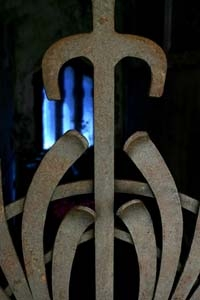
"Croce ferrea", Ferrara (1930)